# 이어 오브 더 코멧
이어 오브 더 코멧(Year Of The Comet)은 미국에서 제작된 피터 예이츠 감독의 1992년 영화이다. 페네로프 앤 밀러 등이 주연으로 출연하였고 나이젤 울 등이 제작에 참여하였다.

## 출연

### 주연
- 페네로프 앤 밀러
- 티모시 데일리
- 루이 주르당

### 조연
- 아트 말릭
- 이안 리처드슨
- 이안 맥네이스
- 자크 매두
- 팀 벤틴크
- 줄리아 맥카시

## 제작진
- 미술: 안소니 프랫
- 의상: 마릴린 밴스
- 배역: 노엘 데이비스
- 배역: 팜 딕슨
- 배역: 제레미 지머먼